# Dursley
Dursley è un paese di 5 814 abitanti del Gloucestershire, in Inghilterra. Sorge sul versante nord-est della collina di Stinchcombe (che fa parte della catena montuosa dei Cotswold) ed è 6km a sud est del fiume Severn.
Dursley confina con Cam che, pur essendo considerato solo un piccolo borgo, è un centro abitato più grande di Dursley. La popolazione dei due centri messi assieme raggiunge le 12 000 unità